# Кајл Шмид
Кајл Шмид (енгл. Kyle Schmid; Мисисога 3. август 1984) амерички је филмски, позоришни и телевизијски глумац.
Шмид је најпознатији по улози младог Мајка Френкса у серији Морнарички истражитељи: Почеци.